# Álvaro Siza

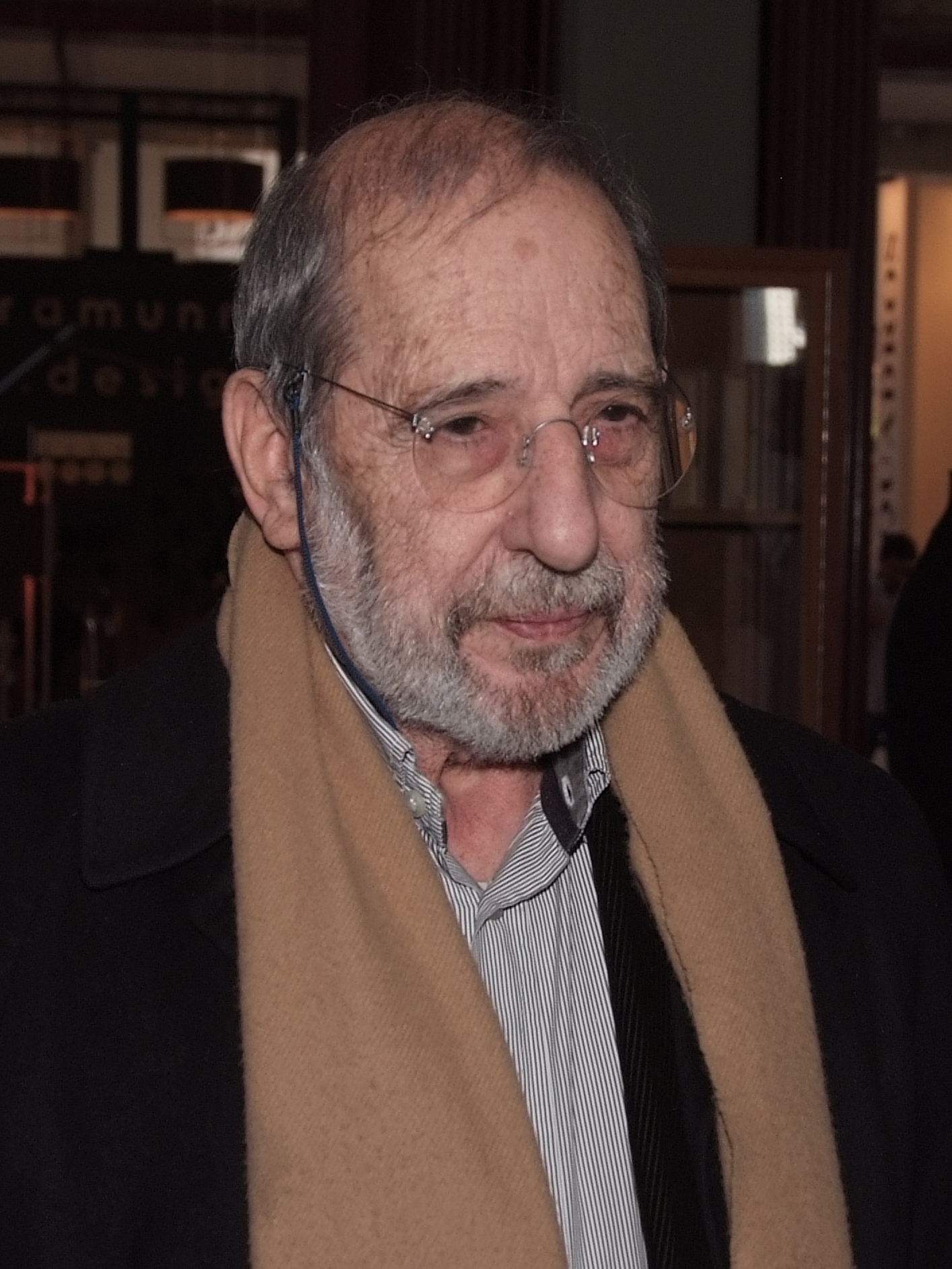
Álvaro Siza

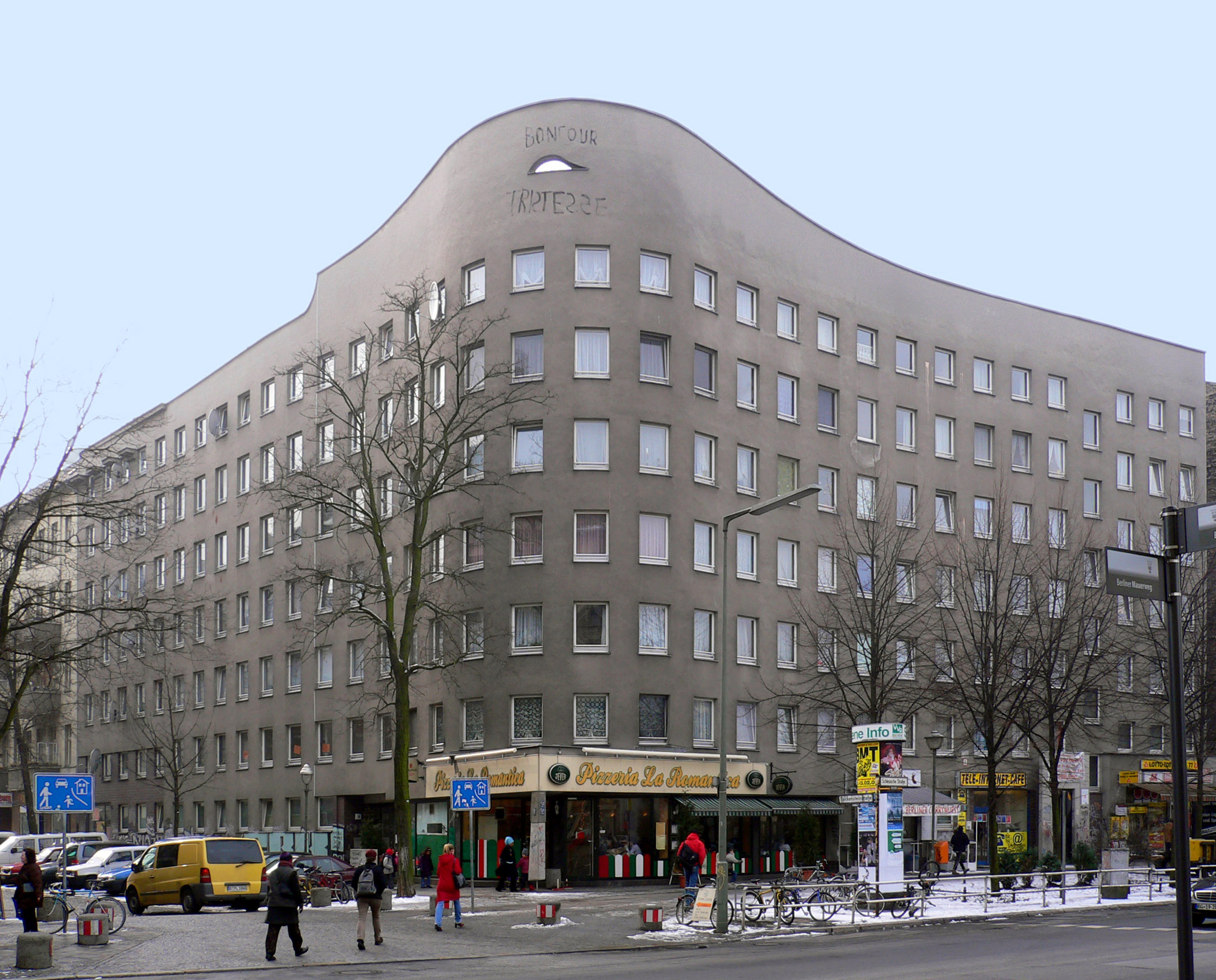
Bonjour Tristesse i Berlin.

Álvaro Joaquim de Melo Siza Vieira, född 25 juni 1933 i Matosinhos i distriktet Porto, är en portugisisk arkitekt. 
Álvaro Siza utbildade sig till arkitekt vid Escola Superior de Belas Artes vid universitetet i Porto 1949-55. Därefter startade han ett kontor tillsammans med sin professor Fernando Távora och arbetade även som assistent åt denne vid universitetet i Porto. År 1976 utsågs Álvaro Siza själv till professor inom arkitektur vid samma universitet. Förutom denna tjänst har han även varit gästprofessor vid universiten i Lausanne, Pennsylvania och Bogotá och dessutom har han blivit utnämnd till hedersdoktor vid universiteten i Lausanne och Valencia.
Álvaro Siza har haft ett eget arkitektkontor i Porto sedan början av 1960-talet och finns representerad med byggnadsverk över hela världen. Sizas arkitektur kan beskrivas som senmodernistiskt minimalistisk, med tonvikt på det väsentliga och ett fokus på integration av omgivningen kring en byggnad. Han har genom sin karriär belönats med flera internationella arkitekturpriser, däribland Pritzkerpriset 1992.

## Verk i urval
- 1958-1963: Boa Nova restaurang i Matosinhos
- 1958-1965: Quinta de Conceição badanläggning
- 1966: Leça da Palmeira badanläggning
- 1980-1984: Bostadshuset "Bonjour Tristesse", Berlin-Kreuzberg.
- 1981-1985: Avelino Duarte Ouar House.
- 1987-1993: Institutionen för Arkitektur vid universitetet i Porto (Photos; Photos 2).
- 1988 - Bostadsområdet Chiado i Lissabon.
- 1995: Bibliotek vid universitetet i Aveiro.
- 1995-1998: Portugisiska paviljongen vid Världsutställningen 1998 i Lissabon
- 1997: Serralves museum för modern konst
- 2002: Kommunhus, Rosario, Argentina
- 2005: Serpentine Gallery Pavilion 2005